# 損害賠償調停員
『損害賠償調停員』（そんがいばいしょうちょうていいん）、ないし、『ジ・アジャスター』(The Adjuster) は、アトム・エゴヤンが監督した、1991年のカナダの劇映画。この映画は、ニューヨーク映画祭でプレミア上映された。また、第17回モスクワ国際映画祭では、聖ゲオルギー銀賞特別賞を獲得した。
1993年、トロント国際映画祭は、カナダ映画史上トップ10 (Top 10 Canadian Films of All Time) の第10位にこの作品を選んだが、2004年に更新されたバージョンではランク外となった。

## あらすじ
この作品は、主人公である保険会社の損害賠償調停員が、顧客の女性たちと次々に親密な関係となっていくという物語である。主人公は、当初は顧客たちを助けたいと思っているように見えるが、話が進む中で、状況はより複雑であることが明らかにされていく。主人公は、ある意味では、彼自身が示す解決の犠牲者であるようにも見える。

## おもなキャスト
- イライアス・コティーズ - ノア・レンダー (Noah Render)
- アルシネ・カーンジャン (Arsinée Khanjian) - ヘラ (Hera)、ノアの妻
- モーリー・チェイキン (Maury Chaykin) - ブッバ (Bubba)
- ガブリエル・ローズ (Gabrielle Rose - ミミ (Mimi)
- ジェニファー・デイル (Jennifer Dale - アリアン (Arianne)
- デヴィッド・ヘンブレン (David Hemblen) - バート (Bert)、検閲委員長 (the Head Censor)
- ローズ・サーキシャン (Rose Sarkisyan) - セータ (Seta)、ヘラの妹
- アーメン・ココリアン (Armen Kokorian) - サイモン、ヘラの子ども
- ジャクリーン・サムーダ (Jacqueline Samuda) - ルイーズ (Louise)、メイド
- ジェラード・パークス (Gerard Parkes - ティム (Tim)
- パトリシア・コリンズ (Patricia Collins - ロレーン (Lorraine)
- ドン・マッケラー (Don McKellar - タイラー (Tyler)、若い検閲委員
- ジョン・ギルバート (John Gilbert) - 医師
- スティーヴン・オウイメット (Stephen Ouimette) - ラリー (Larry)、蝶の収集家
- ラウル・トゥルヒーヨ (Raoul Trujillo) - マシュー、（男性の）恋人